# Entrenamiento

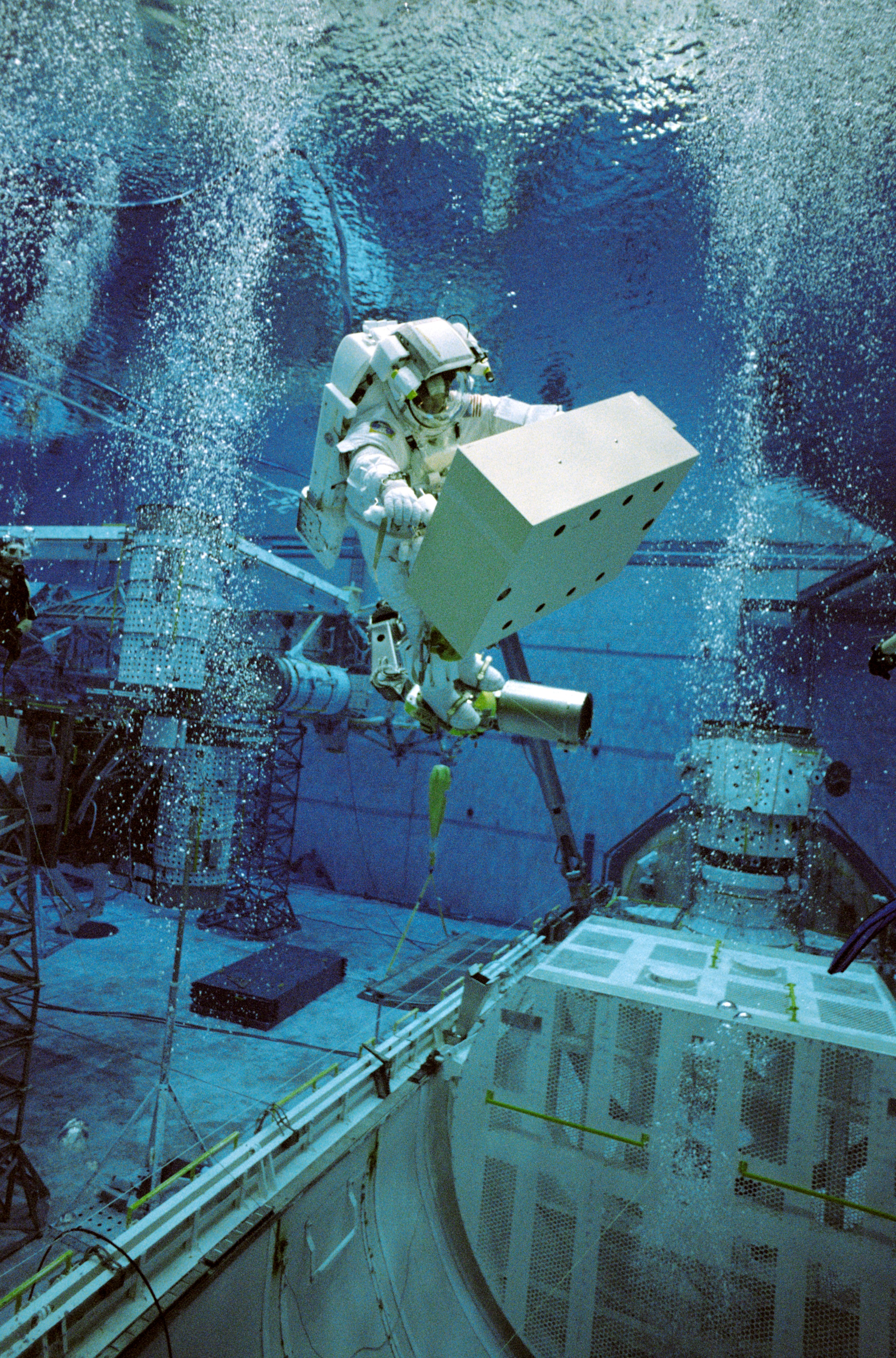
Un astronauta en el entrenamiento para una misión de la actividad extravehicular utilizando un entorno de simulación submarina.

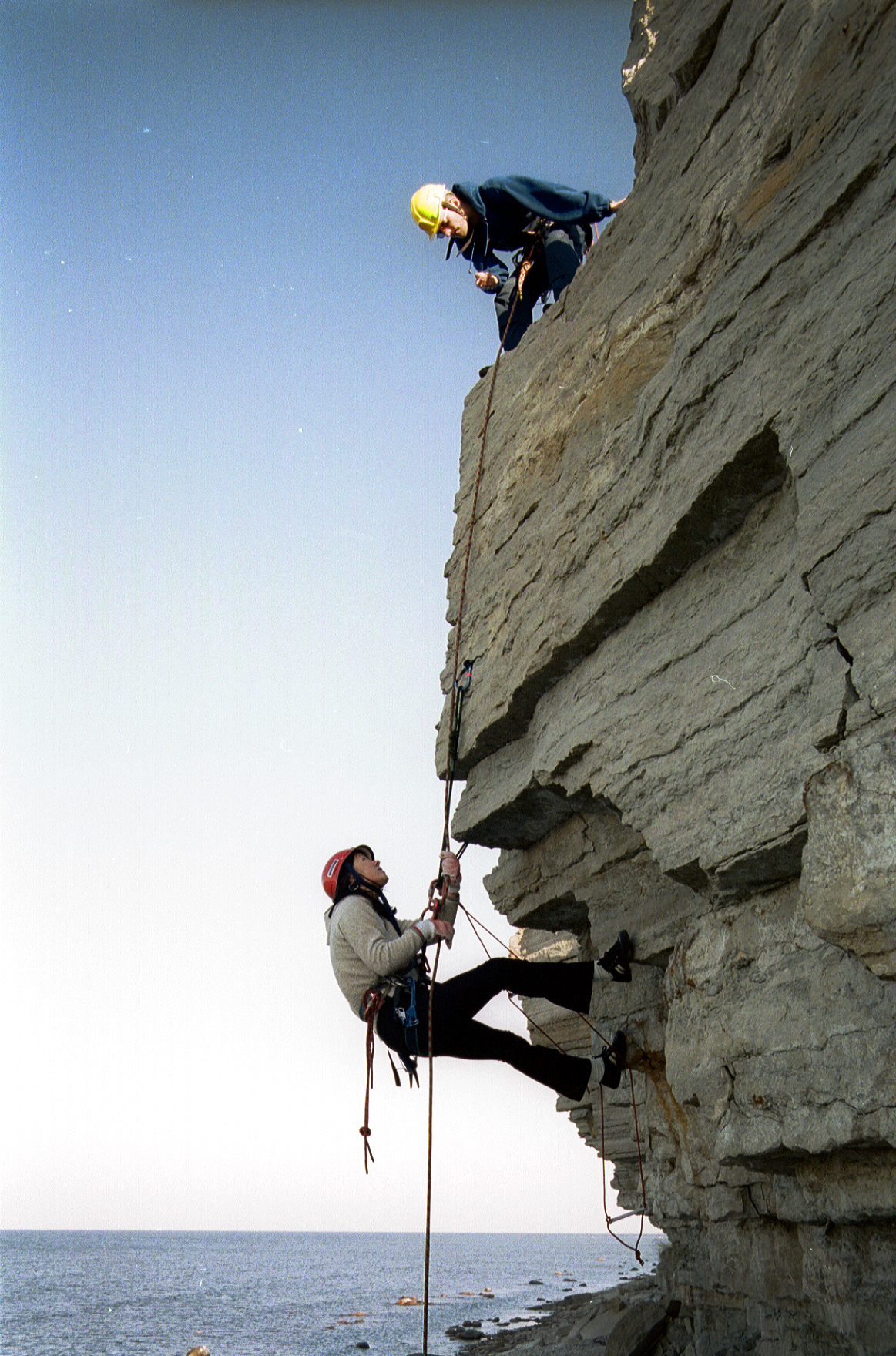
Entrenamiento de Montañismo en Estonia. Implica tanto la instrucción y el ejercicio físico en el ambiente al aire libre para desarrollar las habilidades necesarias para la supervivencia en la escalada en roca.

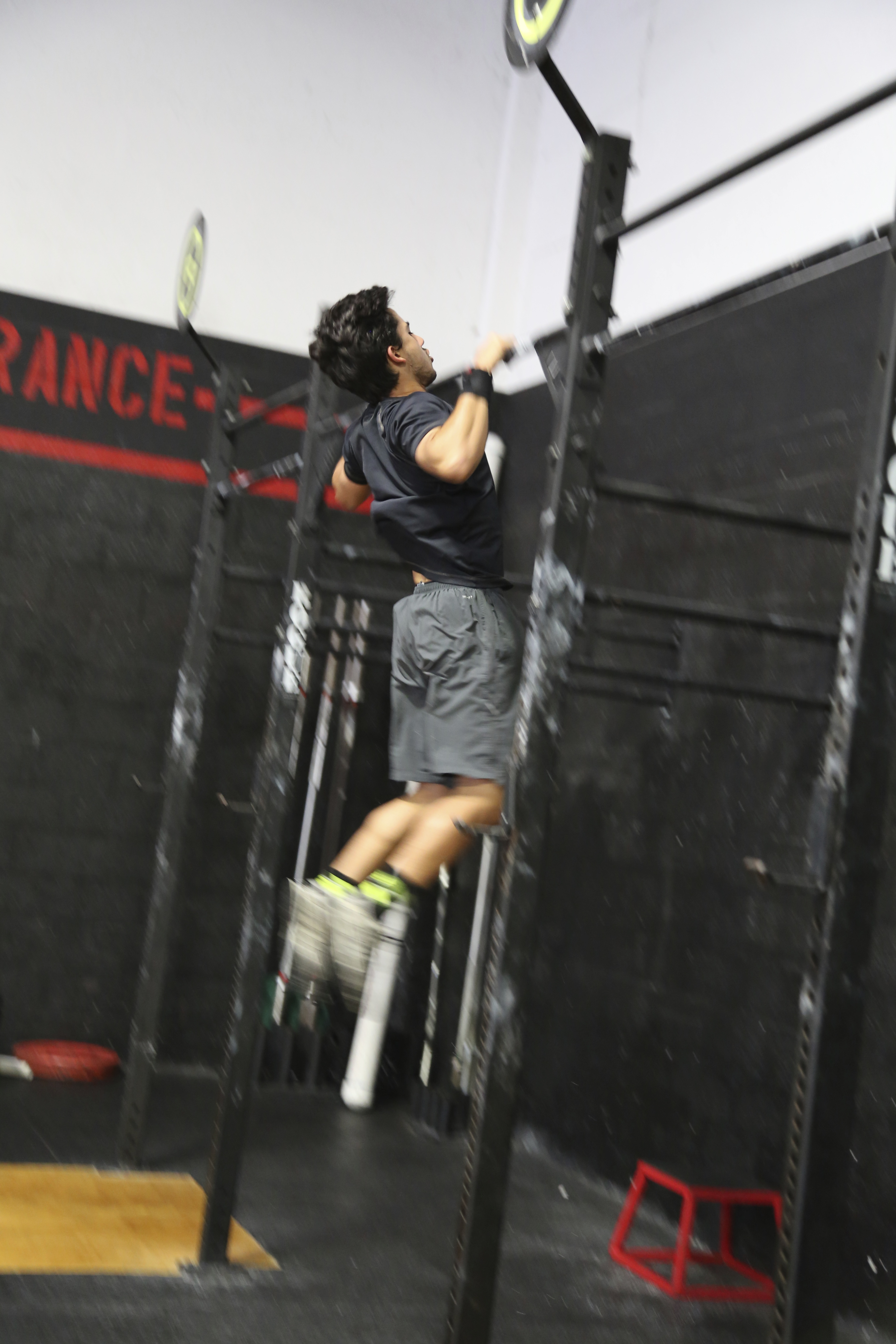
entrenamiento

El entrenamiento es cualquier preparación o adiestramiento con el propósito de mejorar el rendimiento físico o intelectual. En conexión con el deporte, el entrenamiento implica una preparación física, técnica y psicológica para el desarrollo máximo de las capacidades del deportista.

"Cada deportista es un mundo en si mismo que desafía el orden preestablecido y que nos obliga a razonar cada paso del arte de entrenar." 